# Сталинские премии по Постановлению СМ СССР № 2221 от 22.10.1954
Постановлением Совета Министров СССР № 2221 от 22 октября 1954 года за выдающиеся изобретения и коренные усовершенствования методов производственной работы — создание быстродействующей
вычислительной математической машины
Сталинской премии I степени за 1953 год в размере 150 000 рублей удостоены:
- Базилевский, Юрий Яковлевич, главный конструктор СКБ-245;
- Лесечко, Михаил Авксентьевич, бывший начальник СКБ-245;
- Прокудаев, Георгий Михайлович, заместитель главного конструктора СКБ-245;
- Рамеев, Башир Искандарович, заместитель главного конструктора СКБ-245;
- Александров, Виктор Васильевич, заместитель начальника СКБ-245;
- Марков, Георгий Яковлевич, заведующий лабораторией СКБ-245.

Сталинской премии II степени за 1953 год в размере 100 000 рублей удостоены:
- Жучков, Дмитрий Алексеевич, начальник отдела СКБ-245;
- Мельников, Борис Фёдорович, заведующий лабораторией СКБ-245;
- Трубников, Николай Васильевич, заведующий лабораторией СКБ-245;
- Литвинов, Анатолий Михайлович, начальник отдела СКБ-245;
- Пархоменко, Владимир Иванович, начальник лаборатории Всесоюзного научно-исследовательского института звукозаписи;
- Песьяцкий, Иван Фёдорович, заместитель директора НИИ-108;
- Петренко, Зиновий Георгиевич, главный конструктор НИИ-160;
- Смирнов, Алексей Ефимович, главный конструктор Всесоюзного научно-исследовательского института звукозаписи;
- Цыганкин, Анатолий Петрович, ведущий инженер СКБ-245.

Сталинской премии III степени за 1953 год в размере 50 000 рублей удостоены:
- Дмитриева, Лариса Александровна, старший инженер СКБ-245;
- Лыгин, Иван Фёдорович, инженер СКБ-245;
- Николаев, Андрей Михайлович, ведущий инженер Всесоюзного научно-исследовательского института звукозаписи;
- Щербаков, Юрий Филиппович, старший инженер СКБ-245;
- Алёшин, Алексей Андреевич, начальник экспериментального цеха Московского завода «САМ»;
- Бубекин, Георгий Михайлович, главный технолог Московского завода «САМ»;
- Тимофеев, Виктор Иванович, заведующий производством Московского завода «САМ»;
- Ветрова, Лидия Сергеевна, старший инженер НИИ-160.